# Калитеево
Калитеево (Колитеево) — село в Собинском районе Владимирской области России, входит в состав Рождественского сельского поселения.

## География
Село расположено в 12 км на север от центра поселения села Рождествено и в 40 км на север от райцентра города Собинка.

## История
В 1647 году село числится за боярином князем Иваном Ивановичем Шуйским. В 1678 году в вотчине стольника князя Федора Михайловича Каркадинова. С 1709 года — у князя Афанасия Федоровича Шаховского, а в 1715 году значится за его женою вдовою Фетиньей Федоровной.
Церковь во имя Архистратига Божия Михаила построена в сельце Калитееве в первый раз в 1705 году усердием владельца сельца, стольника князя Афанасия Федоровича Шеховского. Эта деревянная церковь существовала до 1787 года, когда за ветхостью была разобрана, а на месте ее построена была усердием владелицы села княгини Марии Андреевны Шеховской ныне существующая каменная церковь, с таковою же колокольнею и оградою, с двумя престолами: в холодном храме - в честь Архистратига Михаила и в теплом - в честь Грузинской иконы Божией Матери (Княгиня Мария Андреевна Шеховская скончалась в 1805 года и погребена в приделе в честь Грузинской иконы, у южной стены). Позднее, в 1868 году в теплом храме усердием прихожан устроен другой престол - во имя Покрова Пресвятой Богородицы. Первые два иконостаса старинные, прямые трехъярусные; в 1858 году они были вновь окрашены и покрыты золоченной резьбой; в 1861 году стены внутри храма писаны священными изображениями. Приход состоит из села и деревни Васильевой; в приходе 178 дворов, душ мужского пола 505 и женского 533. В селе имелась земская школа.
В конце XIX — начале XX века село являлось центром Стопинской волости Владимирского уезда.
С 1929 года село являлось центром Калитеевского сельсовета Ставровского района, с 1935 года — Небыловского района. С 1965 года и вплоть до 2005 года входило в состав Фетининского сельсовета Собинского района.

## Население
| 1859 | 1897 | 1926 |
| ---- | ---- | ---- |
| 706  | 601  | 634  |

| 1859 | 1905 | 1926 | 2002 | 2010 | 2021 |
| ---- | ---- | ---- | ---- | ---- | ---- |
| 706  | ↘601 | ↗634 | ↘38  | ↗39  | ↘17  |

## Достопримечательности
В селе находится действующая Церковь Михаила Архангела (1787).